# 米芮亞·貝蒙特
米芮亞·貝蒙特·加西亞（西班牙語：Mireia Belmonte García，1990年11月10日—），西班牙女子游泳運動員。曾在2012年夏季奥林匹克运动会奪得兩面銀牌。在2016年夏季奧林匹克運動會中，她奪得一枚金牌和一枚銅牌。